# 阿茲米·梅赫巴
阿茲米·梅赫巴（Azmy Mehelba，1991年3月26日—）是一名埃及射擊運動員，主攻定向飛靶項目。他曾獲得世界射擊錦標賽男子定向飛靶季軍。

## 外部連結
- ISSF （页面存档备份，存于）